# السعودية في كأس آسيا 1996
تعرضُ هذه المقالة مُشاركة المنتخب السّعُوديّ في كأس آسيا 1996، التي عُقِدَت في الإمارات العربية المتحدة.
على غِرار نسختي 1984 و1988. فاز المُنتخب السّعودي بالكأس للمرّة الثالثة في تاريخه، إلّا أنه فاز في نهائي البُطولة بركلات التّرجيح على المُنتخب الإماراتي.

## التشكيلة
المُدرِّب:  نيلو فينغادا
| رقم. | المركز. | اسم اللاعب              | تاريخ الميلاد (العمر)     | لعب | النادي        |
| ---- | ------- | ----------------------- | ------------------------- | --- | ------------- |
| 1    | حارس    | محمد الدعيع             | 2 أغسطس 1972 (العمر 24)   |     | نادي الطائي   |
| 2    | مدافع   | محمد شلية الجهني        | 28 سبتمبر 1974 (العمر 22) |     | النادي الأهلي |
| 3    | مدافع   | محمد الخليوي            | 1 سبتمبر 1971 (العمر 25)  |     | نادي الاتحاد  |
| 4    | مدافع   | عبد الله سليمان زبرماوي | 15 نوفمبر 1973 (العمر 23) |     | النادي الأهلي |
| 5    | مدافع   | أحمد جميل               | 6 يناير 1970 (العمر 26)   |     | نادي الاتحاد  |
| 6    | وسط     | فؤاد أنور               | 13 أكتوبر 1970 (العمر 26) |     | نادي الشباب   |
| 8    | وسط     | خالد التيماوي           | 19 أبريل 1969 (العمر 27)  |     | نادي الهلال   |
| 9    | مهاجم   | سامي الجابر             | 11 ديسمبر 1972 (العمر 23) |     | نادي الهلال   |
| 10   | مهاجم   | فهد المهلل              | 11 نوفمبر 1970 (العمر 26) |     | نادي الشباب   |
| 12   | وسط     | إبراهيم ماطر            | 10 يوليو 1975 (العمر 21)  |     | نادي النصر    |
| 13   | مدافع   | حسين عبد الغني          | 21 يناير 1977 (العمر 19)  |     | النادي الأهلي |
| 14   | وسط     | خالد مسعد               | 23 نوفمبر 1971 (العمر 25) |     | النادي الأهلي |
| 15   | مهاجم   | يوسف الثنيان            | 18 نوفمبر 1963 (العمر 33) |     | نادي الهلال   |
| 16   | وسط     | خميس العويران           | 8 سبتمبر 1973 (العمر 23)  |     | نادي الهلال   |
| 17   | وسط     | عبدالله القرني          | 19 سبتمبر 1978 (العمر 18) |     | نادي النصر    |
| 19   | مدافع   | خالد الرشيد             | 03 أغسطس 1974 (العمر 22)  |     | نادي الهلال   |
| 20   | وسط     | حمزة إدريس              | 8 أكتوبر 1972 (العمر 24)  |     | النادي الأهلي |
| 21   | حارس    | حسين الصادق             | 15 أكتوبر 1973 (العمر 23) |     | نادي القادسية |
| 24   | وسط     | خميس الزهراني           | 03 أغسطس 1976 (العمر 20)  |     | نادي الاتحاد  |
| 25   | وسط     | عبد الله الجمعان        | 10 نوفمبر 1977 (العمر 19) |     | نادي الهلال   |

## مرحلة المجمُوعات
| فريق     | لعب | ف | ت | خ | له | عليه | ف.أ | نقاط |
| -------- | --- | - | - | - | -- | ---- | --- | ---- |
| إيران    | 3   | 2 | 0 | 1 | 7  | 3    | +4  | 6    |
| السعودية | 3   | 2 | 0 | 1 | 7  | 3    | +4  | 6    |
| العراق   | 3   | 2 | 0 | 1 | 6  | 3    | +3  | 6    |
| تايلاند  | 3   | 0 | 0 | 3 | 2  | 13   | −11 | 0    |

### السّعودية ضد تايلاند
| السعودية                                                                                         | 6–0   | تايلاند |
| ------------------------------------------------------------------------------------------------ | ----- | ------- |
| خالد التيماوي 10' (ركلة.)، 29' (ركلة.) · فهد المهلل 15'، 54' · خالد المولد 18' · سامي الجابر 52' | تقرير |         |

### السّعُودية ضد العِراق
| السعودية       | 1–0   | العراق |
| -------------- | ----- | ------ |
| فهد المهلل 26' | تقرير |        |

### السّعُوديّة ضد إيران
| السعودية | 0–3   | إيران                                            |
| -------- | ----- | ------------------------------------------------ |
|          | تقرير | علي دائي 12' · كريم باقري 37' · خداداد عزيزي 47' |

## مرحلة خُروج المغلُوب

### رُبع النهائي

#### السّعُوديّة ضد الصّين
| السعودية                                                 | 4–3   | الصين                              |
| -------------------------------------------------------- | ----- | ---------------------------------- |
| يوسف الثنيان 31'، 65' · سامي الجابر 34' · فهد المهلل 43' | تقرير | جانغ إنهوا 6'، 89' · بينغ ويغو 16' |

### نصف النهائي

#### السّعُودية ضد إيران
| إيران                                                                                | 0–0 (ب.و.إ.) | السعودية                                                                                       |
| ------------------------------------------------------------------------------------ | ------------ | ---------------------------------------------------------------------------------------------- |
|                                                                                      | تقرير        |                                                                                                |
| ركلات الترجيح                                                                        |              |                                                                                                |
| - علي دائي - أفشين بيروفاني - داريوش يزداني - حميد إستيلي - كريم باقري - محمد خاكبور | 3–4          | - خالد التيماوي - حسين عبد الغني - عبد الله زبرماوي - خالد المولد - إبراهيم الحربي - أحمد جميل |

### النهائي

#### السّعُودية ضد الإمارات
| الإمارات العربية المتحدة                                | 0–0 (ب.و.إ.) | السعودية                                                                         |
| ------------------------------------------------------- | ------------ | -------------------------------------------------------------------------------- |
|                                                         | تقرير        |                                                                                  |
| ركلات الترجيح                                           |              |                                                                                  |
| - محمد علي - يوسف صالح - خميس سعد مبارك - حسن سعيد أحمد | 2–4          | - يوسف الثنيان - عبد الله زبرماوي - إبراهيم الحربي - خالد التيماوي - خالد المولد |

| فائز كأس آسيا 1996         |
| -------------------------- |
| · السعودية · للمرة الثالثة |

## مَرَاجِع
1. ↑  "Asian Cup: Know Your History - Part Two (1992-2007)". Goal.com. 7 يناير 2011. مؤرشف من الأصل في 2018-06-29. اطلع عليه بتاريخ 2015-05-06.